# Furcivena atribasalis
Furcivena atribasalis är en fjärilsart som beskrevs av George Francis Hampson 1918. Furcivena atribasalis ingår i släktet Furcivena och familjen Crambidae. Inga underarter finns listade i Catalogue of Life.